# Ел Ала ел Хадрами
Ел Ала ел Хадрами (арапски: العلاء الحضرمي) је био изасланик кога је Мухамед у 7. Веку послао да би проширио ислам у региону који се протеже од Кувајта до Рас ел Хајме. Био је из Хадрамаута у Јемену.

## Биографија
Пре ислама, становници регије Бахреин били су углавном незнабошци који су обожавали богове идоле попут [[Авал|Авала]], а било је и неких Зороастријанаца и Јевреја. Ислам је захватио арапско полуострво у 7. веку, свргнувши поклонике идола. Мухамед је послао свог првог изасланика Абу Ел Ала Ел Хадрамија Мунзиру ибн Сави Ел Тамимију, владару Бахреина, који је тих дана проширио обалу од Кувајта до севера Омана, укључујући Ел Хасу и Бахреинска острва, године 628. нове ере, позивајући њега и племе Абдул Кајс да пређу у ислам. Мунзир је, одговарајући на Мухамедов позив, најавио прелазак на ислам и сви арапски становници региона Бахреина, укључујући неке Персијанце који живе у том региону, такође су постали муслимани, најављујући почетак исламске ере у региону Бахреина. Због тога је Абу Ел Ала Ел Хадрамија Мухамед именовао за свог представника у Бахреину за прикупљање џизије (верског пореза).
После Мухамедове смрти 632. године нове ере, велики број арапских племена побунио се против исламског царства, укључујући и велики део становништва Бахреина који се вратио паганству. Као резултат тога, нови калиф Ебу Бекр послао је Ел Хадрамија назад у Бахреин са значајном војском где је успешно победио побуњенике. Управљао је Бахреином до 634. године нове ере, када га је нови калиф Омар заменио Османом ибн Аби ел Асом  након што није успео у првој поморској инвазији на Фарс. Ел Хадрами је касније умро 635. године нове ере и сахрањен је на данашњем Хавалију у Кувајту.

## Наслеђе
У Бахреину постоји више улица и школа која носи име Ел Хадрами. Писмо Мухамеда Мунзир ибн Сава Ел Тамимиа је сачувано и може се видети у музеју Беит Ел Куран у Хури, Бахреин, са Мухамедовим печатом који је још увек нетакнут.